# 德文特 (密蘇里州)
德文特（英語：Deventer）是位於美國密蘇里州密西西比縣的非建制地區。

## 歷史
德文特的郵局於1910年設立，其後於1955年停運。

## 地理
德文特所處的海拔為高於海平面93米（即305英呎），而該地所採用的時區為UTC-6，即北美中部時區（CST）。同時該地設有夏令時間，為UTC-6調快一小時，即UTC-5（CDT）。